# Phraortes confucius
Phraortes confucius är en insektsart som först beskrevs av John Obadiah Westwood 1859.  Phraortes confucius ingår i släktet Phraortes och familjen Phasmatidae. Inga underarter finns listade i Catalogue of Life.